# Game Informer
Game Informer (GI) – amerykański miesięcznik poświęcony grom komputerowym, publikujący związane z nimi artykuły, wiadomości, recenzje i poradniki. Pierwszy numer wydano w sierpniu 1991 jako newsletter sieci sklepów FuncoLand, przejętej następnie przez GameStop. W czerwcu 2017 „Game Informer” był piątym najchętniej kupowanym papierowym czasopismem w Stanach Zjednoczonych, do czego przyczynił się przede wszystkim fakt, że intensywnie promowano go w GameStopie.
W drugiej dekadzie XXI wieku redakcja zaczęła przestawiać się bardziej na treści publikowane w Internecie. W sierpniu 2024 GameStop poinformował, że 367. numer wydany w czerwcu był ostatnim, a czasopismo znika z rynku po trzydziestu trzech latach. Wraz z czasopismem usunięto także całą treść strony internetowej.

## Historia

### Wersja papierowa
Pierwszy numer „Game Informera” wydano w 1991 jako sześciostronicowy newsletter specjalizującej się w sprzedaży gier komputerowych sieci sklepów FuncoLand. Początkowo kolejne numery ukazywały się co dwa miesiące, a od listopada 1994 co miesiąc. W 2000 roku FuncoLand zostało wykupione przez GameStop, a Game Informer stał się wydawnictwem tej sieci. W tym samym roku do firmy dołączyła Cathy Preston, która w 2001 została wydawczynią miesięcznika. Za jej kadencji stał się on integralną częścią programu lojalnościowego GameStopu – „Power Up Rewards”. W 2020, po przejściu Preston na emeryturę, funkcję wydawczyni przejęła Mary Lugones.
W 2010 Game Informer, z nakładem wynoszącym ok. 5 mln egzemplarzy, został piątym – po m.in. „Time”, „Sports Illustrated” i „Playboyu” – najchętniej kupowanym czasopismem w Stanach Zjednoczonych. W 2011, przy ośmiomilionowym nakładzie, wydawnictwo zajęło miejsce trzecie. Rok później liczba sprzedawanych egzemplarzy spadła do 6,9 mln, co przełożyło się na miejsce czwarte, które czasopismo utrzymywało także w roku 2017, z około siedmiomilionowym nakładem. Finansowy sukces czasopisma przypisywano dobrym relacjom redakcji z wydawcami gier komputerowych, bezpośrednimi powiązaniami z GameStopem oraz brakiem znaczącej konkurencji na amerykańskim rynku.
Kwietniowe numery zawierały kilkustronicową primaaprilisową wkładkę „Game Infarcer”, z okładką prezentującą zapowiedzi nieistniejących gier, takich jak Assassin’s Creek, BioShock 3, Bloodborne 2 czy Goose of Tsushima, oraz fałszywymi artykułami, których autorstwo przypisywano fikcyjnemu redaktorowi Darthowi Clarkowi. Artykuły te często spotykały się z agresywnymi listami do redakcji, które publikowano w późniejszych numerach.
Na przestrzeni trzydziestu trzech lat w czasopiśmie opublikowano kilka artykułów z cyklu „Sacred Cow Barbecues” (pol. „Grillowanie świętych krów”). Wzorem roastów na znane osobistości, artykuły te miały „strącić z piedestałów najświętsze ikony gier komputerowych”. Pierwszy opublikowano w numerze 158. z czerwca 2006, a następne w numerach 183. z lipca 2008, 211. z listopada 2010 i 261. ze stycznia 2015. W ramach cyklu wyszydzono chociażby serię Half-Life, Grand Theft Auto III, World of Warcraft, serie Pokémon, Assassin’s Creed czy Dark Souls. Cykl „Sacred Cow Barbecues” uznawany był za kontrowersyjny i spotkał się z nieprzychylnym odbiorem fanów, którzy nie potrafili śmiać się ze swoich ulubionych gier; niektóre nienawistne listy do redakcji opublikowano w druku.
W sierpniu 2019, w związku z pogarszającą się sytuacją finansową GameStopu, firma w ramach restrukturyzacji zwolniła ponad sto dwadzieścia osób, w tym połowę ówczesnej redakcji Game Informera. Część zwolnionych pracowników związana była z pismem od ponad dziesięciu lat, a niektórzy dowiedzieli się o zwolnieniu będąc na wakacjach. W wyniku zwolnień część pozostałych redaktorów odeszła z redakcji dobrowolnie w ramach protestu; wśród nich znajdował się m.in. montażysta Ben Hanson, który po odejściu z Game Informera wraz z kilkoma byłymi redaktorami założył podcast MinnMax. W marcu 2020 dokonano kolejnych zwolnień, tym razem jednak nie wśród redaktorów, a pracowników innych działów.
Pod koniec czerwca 2020 założyciel czasopisma i jego wieloletni redaktor naczelny, Andy McNamara, ogłosił, że opuszcza Game Informera i rozpoczyna pracę w Electronic Arts, gdzie został globalnym dyrektorem ds. zintegrowanej komunikacji przy produkowanych przez firmę strzelankach i grach z serii Gwiezdne wojny. Nowym redaktorem naczelnym został dotychczasowy starszy redaktor Andrew Reiner. Po odejściu z redakcji McNamara przyznał, że znaczący wpływ na jego decyzję miały zwolnienia dokonywane przez GameStop.
4 listopada 2021 poinformowano, że kolejne numery poza wersją standardową będą ukazywać się także w małonakładowym (pięćdziesiąt egzemplarzy) wariancie „Game Informer Gold”, drukowanym na wysokiej jakości papierze i mającego inną okładkę. 6 listopada pierwszą kopię „Gold” przeznaczono na cele charytatywne.
Latem 2022 zwolniono kolejnych wieloletnich pracowników Game Informera – redaktorów Johna Carsona i Wesley’ego LeBlanca oraz dyrektora kreatywnego Jeffa Akervika. Niedługo później zwolnił się Andrew Reiner, który dołączył do Gearbox Software jako producent gier komputerowych. Wraz z odejściem Reinera w redakcji nie pozostał już żaden z oryginalnych pracowników czasopisma, a nowym redaktorem naczelnym został Matt Miller, związany z Game Informerem od 2004. Jesienią 2022 do redakcji powróciła zwolniona wcześniej Kyle Hilliard.
W marcu 2024 uruchomiono niezależną od programu „Power Up Rewards” subskrypcję, w cenie 19,91 USD (nawiązującej do roku założenia czasopisma) oferującej dziesięć papierowych numerów oraz dostęp do wersji cyfrowej. 16 czerwca 2024 ukazał się 367. numer, którego głównym tematem było Dragon Age: Straż Zasłony. 2 sierpnia 2024 podczas spotkania z zarządem GameStopu redaktorów poinformowano, że Game Informer zostaje zlikwidowany ze skutkiem natychmiastowym, a oni sami zwolnieni. W momencie zamknięcia czasopisma redakcja w osiemdziesięciu procentach ukończyła prace nad 368. numerem, a część redaktorów była w podróżach służbowych, żeby gromadzić materiały do następnych publikacji. Na stronie internetowej czasopisma zablokowano dostęp do wszystkich opublikowanych na niej wcześniej treści, które zastąpione zostały notką pożegnalną. Nagłe zamknięcie publikacji spotkało się ze zdumieniem byłych i obecnych pracowników.

### Strona internetowa
Pierwsza strona internetowa Game Informer Online została uruchomiona w sierpniu 1996. Początkowo publikowano na niej codzienne podsumowanie wiadomości z branży gier komputerowych oraz publicystykę. W listopadzie 1999 jako redaktorów na pełny etat zatrudniono Justina Leepera i Matthew Kata. Po wykupieniu FuncoLandu przez GameStop stronę zamknięto w styczniu 2001, a Leeper i Kato zostali redaktorami wydania papierowego.
We wrześniu 2003 strona została otwarta ponownie. Przeprojektowano ją, żeby pasowała do ówczesnych standardów, oraz dodano nowe funkcje, takie jak baza recenzji, częstsze aktualizacje i zawartość premium dla subskrybentów czasopisma. Strona była wówczas zarządzana przez Billy’ego Berghammera, obecnie związanego z wydawcą konkurencyjnego czasopisma Electronic Gaming Monthly. W marcu 2009 rozpoczęto prace nad nowym układem strony, który przetrwał do jej zamknięcia w 2024. Zmiana wyglądu strony zbiegła się w czasie z nową szatą graficzną papierowego „Game Informera”. Nową odsłonę zaprezentowano 1 października 2009; zawierała ona kolejne funkcjonalności, takie jak przebudowany odtwarzacz multimediów, kanał informacyjny prezentujący aktywność użytkowników i możliwość dodawania przez nich recenzji. W podobnym czasie zapoczątkowano podcast wydawnictwa, The Game Informer Show, którego pierwszy odcinek wyemitowano 29 września 2009.
Wraz ze zlikwidowaniem czasopisma usunięto całą zawartość strony internetowej Game Informera. Wszelkie linki prowadzą do pożegnalnej planszy, a z opublikowanymi wcześniej treściami zapoznać można się wyłącznie poprzez archiwa cyfrowe, takie jak Wayback Machine.

### Edycja australijska
W listopadzie 2009 ukazał się pierwszy numer „Game Informer Australia”. Redaktorem naczelnym został Chris Stead, współpracujący wcześniej z GamePro, Gameplayer i Official PlayStation Magazine Australia. Do sierpnia 2010 australijska edycja stała się najchętniej kupowanym na tamtejszym rynku czasopismem o grach komputerowych. 18 kwietnia 2019 podjęto decyzję o zlikwidowaniu wydawnictwa, co podyktowane było koniecznością cięcia kosztów przez jego wydawcę, podległą GameStopowi firmę EB Games Australia. Redaktor David Milner zauważył, że chociaż w 2019 czasopismo zyskało 19% czytelników rok do roku, to spadała sprzedaż zysków reklam, a GameStopowi nie udało się znaleźć innego podmiotu, który chciałaby wykupić czasopismo.

## Recenzje
Game Informer recenzował gry wydawane na komputery osobiste, konsole (w momencie likwidacji na PlayStation 5, PlayStation 4, PlayStation VR, Xbox Series X, Xbox One i Nintendo Switch) oraz urządzenia mobilne z systemami operacyjnymi Android i iOS. Początkowo redaktorzy wystawiali osobne oceny grze na różne platformy; w pierwszej dekadzie XXI wieku podejście to zmieniono, publikując jedną recenzję, wskazując w niej zalety i słabe strony poszczególnych wydań. Do momentu wprowadzenia nowej szaty graficznej w 2009, stałą sekcją była „Classic GI”, w której recenzowano po trzy starsze gry na numer i porównywano je z ocenami, jakie wystawiono im po premierze (jeśli były recenzowane przez redakcję).
Redakcja oceniała gry w skali 1–10 z ćwierćpunktami. Ocena w przedziale 1–5 oznaczała grę bardzo słabą, aczkolwiek 1 często wystawiano jako formę żartu, za powód podając np. „zduplikowane przedmioty w skrzynkach”. 6–7 przyznawano grom „przeciętnym”, zapewniającym według redakcji przyzwoitą zabawę, jednak niepozbawioną wad, zaś 10 oznaczało grę „wybitną”, niemal idealną.

### Gry roku wg Game Informera
Game Informer w początkowych latach działalności przyznawał kilka wyróżnień dla najlepszych gier z podziałem na platformy docelowe, okazjonalnie dla najlepszej gry całego roku bez względu na platformę. W 2017 redakcja wstecznie wybrała najlepsze gry z lat 1992–2015.
| Rok  | Gra                                       | Źródło |
| ---- | ----------------------------------------- | ------ |
| 1992 | Street Fighter II                         | [ 43 ] |
| 1993 | Mortal Kombat                             | [ 43 ] |
| 1994 | Donkey Kong Country                       | [ 43 ] |
| 1995 | Donkey Kong Country 2: Diddy’s Kong Quest | [ 43 ] |
| 1996 | Super Mario 64                            | [ 43 ] |
| 1997 | Final Fantasy VII                         | [ 43 ] |
| 1998 | The Legend of Zelda: Ocarina of Time      | [ 43 ] |
| 1999 | Tony Hawk’s Pro Skater                    | [ 43 ] |
| 2000 | Tony Hawk’s Pro Skater 2                  | [ 43 ] |
| 2001 | Metal Gear Solid 2: Sons of Liberty       | [ 43 ] |
| 2002 | Grand Theft Auto: Vice City               | [ 43 ] |
| 2003 | The Legend of Zelda: The Wind Waker       | [ 43 ] |
| 2004 | Halo 2                                    | [ 43 ] |
| 2005 | Resident Evil 4                           | [ 43 ] |
| 2006 | The Legend of Zelda: Twilight Princess    | [ 43 ] |
| 2007 | BioShock                                  | [ 43 ] |
| 2008 | Grand Theft Auto IV                       | [ 43 ] |
| 2009 | Uncharted 2: Pośród złodziei              | [ 43 ] |
| 2010 | Red Dead Redemption                       | [ 43 ] |
| 2011 | The Elder Scrolls V: Skyrim               | [ 43 ] |
| 2012 | Mass Effect 3                             | [ 43 ] |
| 2013 | The Last of Us                            | [ 43 ] |
| 2014 | Dragon Age: Inkwizycja                    | [ 43 ] |
| 2015 | Wiedźmin 3: Dziki Gon                     | [ 43 ] |
| 2016 | Overwatch                                 | [ 44 ] |
| 2017 | The Legend of Zelda: Breath of the Wild   | [ 45 ] |
| 2018 | God of War                                | [ 46 ] |
| 2019 | Control                                   | [ 47 ] |
| 2020 | The Last of Us Part II                    | [ 48 ] |
| 2021 | Halo Infinite                             | [ 49 ] |
| 2022 | Elden Ring                                | [ 50 ] |
| 2023 | The Legend of Zelda: Tears of the Kingdom | [ 51 ] |